# Romuald Śreniawa Szypiowski
Romuald Śreniawa Szypiowski, ps. Roman, Wapniak (ur. 6 listopada 1927 w Rudzie Pabianickiej, zm. 5 maja 2003 w Warszawie) – historyk, archiwista, działacz kombatancki, uczestnik powstania warszawskiego.

## Życiorys
Urodził się w rodzinie Adama i Feliksa z domu Audaszek. Jako szesnastoletni chłopiec wstąpił do konspiracji, by uczestniczyć w walkach powstania warszawskiego. W czasie walk, wraz z batalionem „Czata 49" Zgrupowania „Radosław” przebył szlak bojowy z Woli przez Starówkę, Śródmieście i Czerniaków na Mokotów. Podczas walk był trzykrotnie ranny. Wzięty do niemieckiej niewoli 27 września 1944 r. po wyjściu z kanałów na ul. Dworkowej (nr jeniecki 221842). Trafił do obozu przejściowego dla AK w Skierniewicach, następnie do Stalagu X B Sandbostel, skąd wrócił do Polski w grudniu 1945 roku.
W latach 50. był przez cztery lata więźniem politycznym za członkostwo w Armii Krajowej. Od 1964 studiował zaocznie historię na Uniwersytecie Warszawskim, pracę magisterską obronił w 1970 roku.
Był właścicielem największego prywatnego zbioru, dokumentów i pamiątek z okresu powstania warszawskiego. Kolekcja obejmowała blisko tysiąc zdjęć, setki dokumentów konspiracyjnych Armii Krajowej i Narodowych Sił Zbrojnych, oraz prasy i ulotek.
Między innymi w zbiorze znalazły się oryginalne egzemplarze „Biuletynu Informacyjnego” z 3 października 1944 r. z artykułem „Walka przerwana” na pierwszej stronie. Znaczną część zbiorów stanowiły osobiste dokumenty żołnierzy i uczestników powstania warszawskiego, przekazywane przez samych kombatantów albo ich rodziny. Wśród pamiątek znajdowały się także plakaty, opaski, książeczki wojskowe oraz niezwykły eksponat, jakim jest jeden z dwu ocalałych sztandarów powstańczych, należący do pierwszej kompanii „Zemsta” batalionu „Pięść”. Sztandar uszyły w czasie powstania, z poszewek, siostry zakonne prowadzące dom starców na Woli.
Swoje zbiory zaczął gromadzić jeszcze w okresie powstania warszawskiego, ukrywając je później w trzech zalutowanych puszkach. Wartość historyczna, archiwum przez kombatantów i znawców tematu była oceniana niezwykle wysoko. Rzadko pokazywał swoją kolekcję materiałów. 21 czerwca 2004 r. siostrzenica historyka – Bogumiła Pelc uroczyście przekazała zbiory Romualda Śreniawy Szypiowskiego w darze Archiwum Akt Nowych. Przekazane teczki zajmują łącznie 15 metrów.
Od połowy lat 60. Romuald Śreniawa Szypiowski zbierał ankiety biograficzne uczestników powstania. Pod koniec życia miał ich 20 tysięcy. Ankiety biograficzne zebrane przez niego są świadectwem walki wielu zapomnianych żołnierzy i innych uczestników. Całość miała posłużyć do stworzenia „Słownika biograficznego powstania warszawskiego”.
Przez wiele lat pracował w Archiwum Państwowym Miasta Stołecznego Warszawy.
Był autorem kilkudziesięciu artykułów na temat Armii Krajowej i powstania warszawskiego.
Zmarł w Warszawie, pochowany na cmentarzu w Rembertowie.

## Ordery i odznaczenia
- Krzyż Oficerski Orderu Odrodzenia Polski (20 maja 2002)[4]
- Warszawski Krzyż Powstańczy[5]